# Euderus set
Euderus set — вид їздців родини евлофід (Eulophidae).

## Назва
Вид названо на честь єгипетського бога Сета, який замурував свого брата Осіріса в склепі, перш ніж вбити його та розрізати на маленькі шматочки.

## Поширення
Вид поширений на південному сході США у дубових лісах.

## Опис
Самиці завдовжки від 1,6 мм до 2,3 мм, самці менші — від 1,2 мм до 1,6 мм. Тіло блискучого райдужного забарлення, від бірюзового до синьо-зеленого, залежно від віку. Вусики короткі, білого або жовтого кольору. Лапки білі, крім темно-коричневих кінцевих члеників. Передні крила широкі, заходять за вершину черевця. Заднє крило дорівнює 0,8 від довжини переднього крила.

## Спосіб життя
Паразит горіхотворок Bassettia pallida. Самиця відкладає яйце у гал, що утворений личинкою горіхотворки. Коли яйце вилуплюється, личинка Euderus set проникає в личинку оси хазяїна. Паразит маніпулює господарем, пришвидшує його розвиток, і личинка розвивається на місяць раніше, ніж зазвичай. За цей час гал не є ще добре розвиненим, його отвір завузький і личинка застряває на виході з гала. Тоді личинка Euderus set розвивається у голові господаря. Личинки зимують там, з'їдаючи господаря, і з'являються наступної весни. Механізм, що використовується для маніпулювання господарем, невідомий.